# Podpredsednik Evropske komisije
Podpredsednik Evropske komisije je član Evropske komisije, ki ga predsednik le-te izmed komisarjev imenuje na to mesto. Z Lizbonsko pogodbo iz leta 2009 je bilo sklenjeno, da je eden od podpredsednikov po uradni dolžnosti visoki predstavnik Unije za zunanje zadeve in varnostno politiko.

## Vloga podpredsednikov
Vloga podpredsednika Evropske komisije se lahko dodeli kateremu koli evropskemu komisarju poleg njegovega obstoječega portfelja. Podpredsednike imenuje predsednik Evropske komisije, potrdi pa jih Evropski parlament.
Od Lizbonske pogodbe iz leta 2009 je visoki predstavnik Unije za zunanje zadeve in varnostno politiko samodejno in trajno eden od podpredsednikov. To pomeni, da se postopek imenovanja na položaj visokega predstavnika razlikuje od postopka imenovanja komisarjev. 
Plače komisije so določene kot odstotek najvišjega razreda javne službe. Podpredsedniki so plačani v višini 125 odsotkov (22.122,10 € mesečno), v primerjavi s 112,5 % (19.909,89 €) za običajne komisarje in 138 odstotkov (24.422,80 €) za predsednika. Vendar pa je podpredsednik, ki je tudi visoki predstavnik, plačan v višini 130 odstotkov (23.006,98 EUR). Poleg teh številk obstajajo še dodatki.

## Izvršni podpredsednik
Komisija Ursule von der Leyen je ustanovila nov položaj izvršnega podpredsednika. Obstajajo trije izvršni podpredsedniki, vsak izmed njih je imenovan iz ene od treh največjih političnih skupin v Evropskem parlamentu. Poleg svoje „redne“ vloge komisarjev upravljajo tudi širše in horizontalno področje politike, ki vključuje usklajevanje več komisarjev. Za razliko od drugih podpredsednikov je izvršnim podpredsednikom dodeljen poseben generalni direktorat v njihovi pristojnosti za ta del njihovega dela, njihova politična področja pa veljajo za glavne prednostne naloge Evropske komisije.
Med letoma 2004 in 2019 je namesto tega obstajal položaj prvega podpredsednika. Glavna vloga tega položaja je bila vloga podpredsednika v ožjem smislu: prevzemanje nalog od predsednika v njegovi odsotnosti. Položaj je bil leta 2004 ustanovljen pod Barrosovo prvo komisijo, ko je bila na položaj imenovana Margot Wallström. V drugi Barrosovi komisiji jo je nasledila Catherine Ashton, ki je bila tudi visoka predstavnica Unije za zunanje zadeve in varnostno politiko. Zadnji prvi podpredsednik je bil Frans Timmermans kot del Junckerjeve komisije, ki je nato leta 2019 postal eden od treh izvršnih podpredsednikov.

## Seznam podpredsednikov

### II. komisija Ursule von der Leyen
| Ime               | Začetek mandata  | Konec mandata | Država   | Stranka      |
| ----------------- | ---------------- | ------------- | -------- | ------------ |
| Teresa Ribera     | 1. december 2024 |               | Španija  | S&D          |
| Kaja Kallas       | 1. december 2024 |               | Estonija | Renew Europe |
| Henna Virkkunen   | 1. december 2024 |               | Finska   | ELS          |
| Stéphane Séjourné | 1. december 2024 |               | Francija | Renew Europe |
| Raffaele Fitto    | 1. december 2024 |               | Italija  | Domoljubi    |
| Roxana Mînzatu    | 1. december 2024 |               | Romunija | S&D          |

### I. komisija Ursule von der Leyen
| Predsednik komisije                                                                         | Funkcija podpredsednikov            | Funkcija podpredsednikov | Funkcija podpredsednikov | Funkcija podpredsednikov                                         | Funkcija podpredsednikov                   | Funkcija podpredsednikov | Funkcija podpredsednikov   | Funkcija podpredsednikov                   |
| Predsednik komisije                                                                         | Izvršni podpredsedniki              | Izvršni podpredsedniki   | Izvršni podpredsedniki   | Visoki predstavnik                                               | Podpredsedniki                             | Podpredsedniki           | Podpredsedniki             | Podpredsedniki                             |
| ------------------------------------------------------------------------------------------- | ----------------------------------- | ------------------------ | ------------------------ | ---------------------------------------------------------------- | ------------------------------------------ | ------------------------ | -------------------------- | ------------------------------------------ |
| Ursula von der Leyen Evropska ljudska stranka Nemčija · Začetek delovanja: 1. december 2019 | Frans Timmermans Prvi podpredsednik | Margrethe Vestager       | Valdis Dombrovskis       | Josep Borrell                                                    | Maroš Šefčovič                             | Věra Jourová             | Dubravka Šuica             | Margaritis Schinas                         |
| Ursula von der Leyen Evropska ljudska stranka Nemčija · Začetek delovanja: 1. december 2019 | Narodnost                           |                          |                          |                                                                  |                                            |                          |                            |                                            |
| Ursula von der Leyen Evropska ljudska stranka Nemčija · Začetek delovanja: 1. december 2019 | Nizozemska                          | Danska                   | Latvija                  | Španija                                                          | Slovaška                                   | Češka                    | Hrvaška                    | Grčija                                     |
| Ursula von der Leyen Evropska ljudska stranka Nemčija · Začetek delovanja: 1. december 2019 | Stranka/skupina                     |                          |                          |                                                                  |                                            |                          |                            |                                            |
| Ursula von der Leyen Evropska ljudska stranka Nemčija · Začetek delovanja: 1. december 2019 |                                     |                          |                          |                                                                  |                                            |                          |                            |                                            |
| Ursula von der Leyen Evropska ljudska stranka Nemčija · Začetek delovanja: 1. december 2019 | Stranka evropskih socialistov       | Renew EU                 | Evropska ljudska stranka | Stranka evropskih socialistov                                    | Stranka evropskih socialistov              | Renew EU                 | Evropska ljudska stranka   | Evropska ljudska stranka                   |
| Ursula von der Leyen Evropska ljudska stranka Nemčija · Začetek delovanja: 1. december 2019 | Resor                               |                          |                          |                                                                  |                                            |                          |                            |                                            |
| Ursula von der Leyen Evropska ljudska stranka Nemčija · Začetek delovanja: 1. december 2019 | Podpredsedniški                     | Podpredsedniški          | Podpredsedniški          | Podpredsedniški                                                  | Medinstitucionalni odnosi in predvidevanja | Vrednote in preglednost  | Demokracija ni demografija | Zaščita našega evropskega načina življenja |
| Ursula von der Leyen Evropska ljudska stranka Nemčija · Začetek delovanja: 1. december 2019 | Podnebno ukrepanje                  | Digitalna Evropa         | Gospodarstvo za ljudi    | Močnejša Evropa v Svetu                                          | Medinstitucionalni odnosi in predvidevanja | Vrednote in preglednost  | Demokracija ni demografija | Zaščita našega evropskega načina življenja |
| Ursula von der Leyen Evropska ljudska stranka Nemčija · Začetek delovanja: 1. december 2019 | Komisarski                          | Komisarski               | Komisarski               | Predstavniški                                                    | Medinstitucionalni odnosi in predvidevanja | Vrednote in preglednost  | Demokracija ni demografija | Zaščita našega evropskega načina življenja |
| Ursula von der Leyen Evropska ljudska stranka Nemčija · Začetek delovanja: 1. december 2019 | Evropski zeleni dogovor             | Konkurenca               | Finančni trgi            | Visoki predstavnik Unije za zunanje zadeve in varnostno politiko | Medinstitucionalni odnosi in predvidevanja | Vrednote in preglednost  | Demokracija ni demografija | Zaščita našega evropskega načina življenja |

### Junckerjeva komisija
| Predsednik komisije | Funkcija podpredsednikov                                                                         | Funkcija podpredsednikov                                          | Funkcija podpredsednikov      | Funkcija podpredsednikov  | Funkcija podpredsednikov | Funkcija podpredsednikov |
| Predsednik komisije | Prvi podpredsednik                                                                               | Visoki predstavnik                                                | Podpredsedniki                | Podpredsedniki            | Podpredsedniki           | Podpredsedniki           |
| --- | ------------------------------------------------------------------------------------------------ | ----------------------------------------------------------------- | ----------------------------- | ------------------------- | ------------------------ | ------------------------ |
| Jean-Claude Juncker Evropska ljudska stranka Luksemburg · Začetek delovanja: 1. november 2014 · Konec delovanja: 30. november 2019 | Frans Timmermans                                                                                 | Federica Mogherini                                                | Maroš Šefčovič                | Kristalina Georgieva      | Andrus Ansip             | Valdis Dombrovskis       |
| Jean-Claude Juncker Evropska ljudska stranka Luksemburg · Začetek delovanja: 1. november 2014 · Konec delovanja: 30. november 2019 | Narodnost                                                                                        |                                                                   |                               |                           |                          |                          |
| Jean-Claude Juncker Evropska ljudska stranka Luksemburg · Začetek delovanja: 1. november 2014 · Konec delovanja: 30. november 2019 | Nizozemska                                                                                       | Italija                                                           | Slovaška                      | Bolgarija                 | Estonija                 | Latvija                  |
| Jean-Claude Juncker Evropska ljudska stranka Luksemburg · Začetek delovanja: 1. november 2014 · Konec delovanja: 30. november 2019 | Stranka/skupina                                                                                  |                                                                   |                               |                           |                          |                          |
| Jean-Claude Juncker Evropska ljudska stranka Luksemburg · Začetek delovanja: 1. november 2014 · Konec delovanja: 30. november 2019 | Stranka evropskih socialistov                                                                    | Stranka evropskih socialistov                                     | Stranka evropskih socialistov | Evropska ljudska stranka  | ALDE                     | Evropska ljudska stranka |
| Jean-Claude Juncker Evropska ljudska stranka Luksemburg · Začetek delovanja: 1. november 2014 · Konec delovanja: 30. november 2019 | Resor                                                                                            |                                                                   |                               |                           |                          |                          |
| Jean-Claude Juncker Evropska ljudska stranka Luksemburg · Začetek delovanja: 1. november 2014 · Konec delovanja: 30. november 2019 | boljše pravno urejanje, medinstitucionalni odnosi, pravna država in Listina o temeljnih pravicah | Visoka predstavnica Unije za zunanje zadeve in varnostno politiko | Energijska Unija              | proračun in človeški viri | enotni digitalni trg     | evro in socialni dialog  |

### Barrosova komisija (II. mandat)
| Predsednik komisije                   | Ime               | Država              | Evropska stranka              | Mandat           | Mandat           |
| Manuel Barroso II. mandat Portugalska | Ime               | Država              | Evropska stranka              | Začetek          | Konec            |
| ------------------------------------- | ----------------- | ------------------- | ----------------------------- | ---------------- | ---------------- |
| Manuel Barroso II. mandat Portugalska | Catherine Ashton  | Združeno kraljestvo | Stranka evropskih socialistov | 9. februar 2010  | 31. oktober 2014 |
| Manuel Barroso II. mandat Portugalska | Viviane Reding    | Luksemburg          | Evropska ljudska stranka      | 9. februar 2010  | 1. julij 2014    |
| Manuel Barroso II. mandat Portugalska | Joaquín Almunia   | Španija             | Stranka evropskih socialistov | 9. februar 2010  | 31. oktober 2014 |
| Manuel Barroso II. mandat Portugalska | Siim Kallas       | Estonija            | ALDE                          | 9. februar 2010  | 31. oktober 2014 |
| Manuel Barroso II. mandat Portugalska | Neelie Kroes      | Nizozemska          | ALDE                          | 9. februar 2010  | 31. oktober 2014 |
| Manuel Barroso II. mandat Portugalska | Antonio Tajani    | Italija             | Evropska ljudska stranka      | 9. februar 2010  | 1. julij 2014    |
| Manuel Barroso II. mandat Portugalska | Maroš Šefčovič    | Slovaška            | Stranka evropskih socialistov | 9. februar 2010  | 31. oktober 2014 |
| Manuel Barroso II. mandat Portugalska | Olli Rehn         | Finska              | ALDE                          | 27. oktober 2011 | 1. julij 2014    |
| Manuel Barroso II. mandat Portugalska | Michel Barnier    | Francija            | Evropska ljudska stranka      | 1. julij 2014    | 31. oktober 2014 |
| Manuel Barroso II. mandat Portugalska | Günther Oettinger | Nemčija             | Evropska ljudska stranka      | 1. julij 2014    | 31. oktober 2014 |
| Manuel Barroso II. mandat Portugalska | Jyrki Katainen    | Finska              | Evropska ljudska stranka      | 16. julij 2014   | 31. oktober 2014 |